# Diego Valverde Villena
 Der er for få eller ingen kildehenvisninger i denne artikel, hvilket er et problem. Du kan hjælpe ved at angive troværdige kilder til de påstande, som fremføres i artiklen.

Digteren Diego Valverde Villena er født den 6. april 1967 i Lima, Peru af spansk far og boliviansk mor. Han er spansk og peruansk statsborger. 
Valverde Villenas liv har altid været knyttet til litteraturen. Han har mellem 1991 og 1998 været sprog- og litteraturlektor på forskellige universiteter, især Universidad Mayor de San Andrés i La Paz, Bolivia.  Mellem 2002 og 2004 har Valverde Villena arbejdet i  det spanske kulturministerium (Secretaría de Estado de Cultura de España). Mellem januar 2006 og juni 2009 var han direktør for Valladolids bogmesse.

## Uddannelse
Valverde Villena har titler i spansk, engelsk og tysk filologi. Han har desuden gennemført efterfølgende studier i sprog og litteratur ved universiteter i Salamanca, Edinburg, Dublin og Wroclaw samt ph.d.-studier i Oxford, Heidelberg, Tübingen, Chicago og Madrid.

## Stil
Julio Martínez Mesanza  har sagt: “Digteren Valverde Villena er et eksempel på perfekt sameksistens mellem liv og kultur”. Han er påvirket af forskellige traditioner via sin blandede uddannelsesmæssige baggrund, og fine henvisninger til forskellige kulturer flettes sammen i hans digte. Musik, antropologi, historie, film og religion har også plads i Valverde Villenas digte.
Mesanza henviser også til Valverde Villenas middelalderlige påvirkninger med Provence-troubadourer, tyske minnesänger og Ausias March. Andre kritikere har peget på påvirkninger af barokkoncepter, især af John Donne og af   T. S. Elliot, i Valverde Villenas evne til at skabe poetiske digte af antropologiske og religiøse emner.

## Oversættelse
Diego Valverde Villena har en langt karriere bag sig som oversætter af forskellige  litterære værker fra tysk, fransk, engelsk, italiensk og portugisisk til spansk. Han har arbejdet med værker af Arthur Conan Doyle, Rudyard Kipling,  John Donne, George Herbert, Ezra Pound,  Emily Dickinson, Paul Éluard, Valery Larbaud, Nuno Júdice, Jorge de Sousa Braga og Paul Celan. 

## Egne værker
- El difícil ejercicio del olvido, La Paz, Bolivia, 1997.
- Chicago, West Barry, 628, Sueltos de la Selva Profunda, Logroño, 2000 .
- No olvides mi rostro, Huerga y Fierro, Madrid, 2001 .
- Infierno del enamorado, Valladolid, 2002.
- El espejo que lleva mi nombre escrito, Darat al Karaz, Kairo, 2006.
- Sir Hasirim, Ediciones del Caracol Descalzo, Madrid, 2006 .
- Iconos, poema en tres partes con música del compositor Juan Manuel Ruiz, værk for sopran og klaver, uropført i 2007 og udgivet i 2008.

## I antologier
- 33 de Radio 3, Calamar/RNE 3, Madrid, 2004.
- Antología de poesía española y egipcia contemporánea,  Instituto Egipcio de Estudios Islámicos, Madrid, 2005.
- Diez poetas, diez músicos, Calambur, Madrid, 2008.

## Essays
- Para Catalina Micaela: Álvaro Mutis, más allá del tiempo, UMSA, La Paz, Bolivia, 1997.
- Poesía boliviana reciente en La Jornada Semanal, Mexico, 27. juni 1 9 9 9 .   [ 2 ]
- El espejo de la calle Gaona: los pasadizos entre ficción y realidad en Jorge Luis Borges, Clarín, 30, november-december 2000,  ss.   5-10.
- Don Álvaro ante el rey, tantos años después, Clarín, 32, marts-april 2001, s. 3-8 .
- Mujeres de mirada fija y lento paso: el eterno femenino en la poesía de Álvaro Mutis, Excelsior, Mexico, 7. juni 2 0 0 2 .
- Hechos de armas bajo la bandera de Álvaro Mutis, Letras Libres, 10.juli 2002,s. 46-48.
- Spain: Agape and conviviality at the table, i Culinary Cultures of Europe, Council of Europe Publishing, Strasbourg, 2005.
- Al amparo de Isis (un viaje a Egipto),i Clarín, 63, maj-juni 2006, s. 66-68.
- Cuando Stonewall Jackson conoció al General Lee: una semblanza de José María Álvarez, introducción a Los prodigios de la cera de José María Álvarez, Caracas, 2008, ss.13-17.
- Los caminos de T. S. Eliot, i Renacimiento, 59-60, Sevilla, 2008, s. 106-108.
- Retorno a Wordsworth,  i Proa, 74, Buenos Aires, 2009, s. 55-59.
- Soy un Orfeo criollo, i Intramuros, 30, 2009,s. 36-37.
- Quince poemas de Diego Valverde Villena, i  Aurora Boreal, Nr. 6, 2009, s. 8-9 .

## Oversættelse af prosa
- Nuestro visitante de medianoche y otras historias, af Arthur Conan Doyle, Valdemar, Madrid, 2001.
- La vida imperial de Rudyard Kipling, af David Gilmour, Seix  Barral, Barcelona, 2003.

## Litterær kritik
- Álvaro Mutis, La voz de Álvaro Mutis, ved Diego Valverde Villena, Poesía en la Residencia, Residencia de Estudiantes, Madrid, 2001.
- Luis Alberto de  Cuenca, De amor y de amargura, redaktion, udvælgelse og prolog ved Diego Valverde Villena, Renacimiento,  Sevilla, 2005.

## Links
- Danmark (Aurora Boreal www.auroraboreal.net Arkiveret 2. december 2020 hos  Wayback Machine )
- Serbien (con poemas en español y serbio): [ 1 ]
- Spanien (ensayo  sobre Álvaro Mutis): [ 2 ]
- Japan (poema Metro de Chicago leído por Diego Valverde Villena): [ 3 ]
- Instituto Cervantes CVC (ensayo  sobre Juan Eduardo Cirlot): [ 4 ]
- Bolivia: Entrevista a Diego Valverde Villena en la revista Palabras M·s[ 5 ]
- Spanien (entrada sobre Diego Valverde Villena): [ 6 ]
- Italien (con poemas en español y traducidos al italiano): [ 7 ]